# Салминен, Тимо
Тимо Салминен (фин.  Timo Salminen; 11 июля 1952, Хельсинки) — финский кинооператор.

## Биография
Сын известного финского актера и режиссёра Вилле Салминена (1908—1992). Окончил Университет кино и телевидения в Хельсинки (1977—1980). Снял свыше 50 картин. Широкую известность и международное признание ему принесла работа в фильмах Мики и Аки Каурисмяки. Удостоен ряда премий.

## Избранная фильмография
- 1981: Yö meren rannalla (Эркко Кивикоски)
- 1982: Никчёмные/ Arvottomat (Мика Каурисмяки)
- 1983: Преступление и наказание (Аки Каурисмяки)
- 1984: Клан — история семейства Саммакко/ Klaani: Tarina Sammakoitten suvusta (Мика Каурисмяки)
- 1985: Союз Каламари (Аки Каурисмяки)
- 1985: Россо (Мика Каурисмяки)
- 1986: Тени в раю (Аки Каурисмяки)
- 1987: Гамлет идёт в бизнес (Аки Каурисмяки; премия Юсси за лучшую операторскую работу)
- 1987: Tilinteko (Вейкко Аалтонен)
- 1988: Ариэль (Аки Каурисмяки)
- 1989: Ленинградские ковбои едут в Америку (Аки Каурисмяки)
- 1989: Ча-ча-ча/ Cha Cha Cha (Мика Каурисмяки)
- 1989: Бумажные звезды/ Paperitähti (Мика Каурисмяки)
- 1990: Девушка со спичечной фабрики (Аки Каурисмяки)
- 1990: Амазония/ Amazon (Мика Каурисмяки)
- 1990: Я нанял убийцу (Аки Каурисмяки; премия Юсси за лучшую операторскую работу)
- 1992: Жизнь богемы (Аки Каурисмяки)
- 1922: Tuhlaajapoika (Вейкко Аалтонен)
- 1993: The Last Border — viimeisellä rajalla (Мика Каурисмяки)
- 1994: Ленинградские ковбои встречают Моисея (Аки Каурисмяки)
- 1994: Береги свою косынку, Татьяна (Аки Каурисмяки)
- 1994: Iron Horsemen (Жиль Шарман)
- 1996: Вдаль уплывают облака (Аки Каурисмяки)
- 1999: Юха (Аки Каурисмяки; премия Бронзовая лягушка МКФ в Лодзи)
- 2000: Highway Society (Мика Каурисмяки)
- 2001: Классика/ Klassikko (Кари Веененен, по роману Кари Хотакайнена)
- 2002: Человек без прошлого (Аки Каурисмяки; премия Юсси за лучшую операторскую работу; номинация на премию Европейской киноакадемии за лучшую операторскую работу, номинация на премию Золотая лягушка МКФ в Лодзи)
- 2002: Dogs Have No Hell (Аки Каурисмяки, короткометражный)
- 2004: Детка/ Honey Baby (Мика Каурисмяки)
- 2004: Человек-пеликан/ Pelikaanimies (Лииса Хелминен)
- 2006: Огни городской окраины (Аки Каурисмяки; номинация на премию Европейской киноакадемии за лучшую операторскую работу, премия Юсси за лучшую операторскую работу)
- 2007: Красный жемчуг любви (Андрес Пуустусмаа)
- 2010: Robert Mitchum est mort (Оливье Бабине, Фред Кин)
- 2011: Гавр (Аки Каурисмяки; номинация на премию Золотая лягушка МКФ в Лодзи, премия Юсси за лучшую операторскую работу)
- 2011: Крысоловка/ Rotilõks (Андрес Пуустусмаа)
- 2014: Райская земля/ Jauja ( Лисандро Алонсо)
- 2014: Pause (Матье Урфер, в производстве)
- 2022: Лили и море (Динара Друкарова)

## Признание
- Премия МКФ в Лодзи за творческий дуэт с режиссёром Аки Каурисмяки (2004).
- Премия национальной финской киноакадемии «Юсси» за лучшую операторскую работу (фильм «Я нанял убийцу» (1990))